# Kremlin de Smolensk

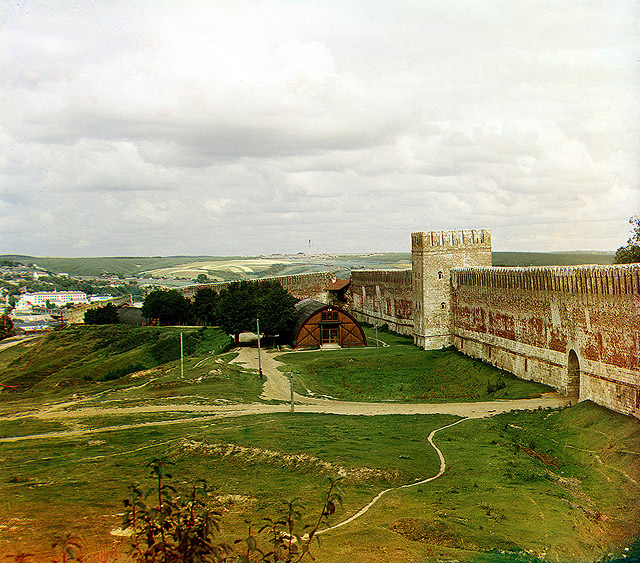
La Muralla de Smolensk en 1912. Foto de Sergéi Prokudin-Gorski.

La Muralla de Smolensk es una edificación defensiva de la ciudad rusa de Smolensk, construida entre los años 1595 y 1602 por los zares Teodoro I Ivánovich y Borís Godunov a fines de rebatir los ataques de la Mancomunidad de Polonia-Lituania, que tuvo una gran importancia en la defensa de Rusia. Es la muralla más grande de Rusia, cuyos muros comprenden una longitud de 6,5 kilómetros (más de la mitad de muros y torres no llegaron a conservarse). Su arquitecto fue Fiodor Kon.